# Ландалусе, Виктор Патрисио де
Виктор Патрисио де Ландалусе-и-Уриарте (исп. Víctor Patricio Landaluze y Uriarte; 6 марта 1830, Бильбао — 8 июня 1889, Гавана) — испано-кубинский художник, иллюстратор и карикатурист.

## Жизнь и творчество
Родился в Испании, где и получил художественное образование. Затем некоторое время жил и работал в Париже. В конце 1850-х годов переехал на Кубу, где стал одним из крупнейших представителей движения костумбризма в живописи. Первой работой Ландалузе-и-Уриарте на Кубе было иллюстрирование одной из книг кубинских авторов «Кубинцы о кубинцах». По своим политическим взглядам был противником борьбы за независимость Кубы. На своих полотнах отражал быт различных слоёв кубинского общества XIX столетия, идеализировал жизнь сельского населения на плантациях. Работы Виктора П. де Ландалусе-и-Уриарте можно видеть в гаванском Государственном музее изящных искусств.

## Галерея

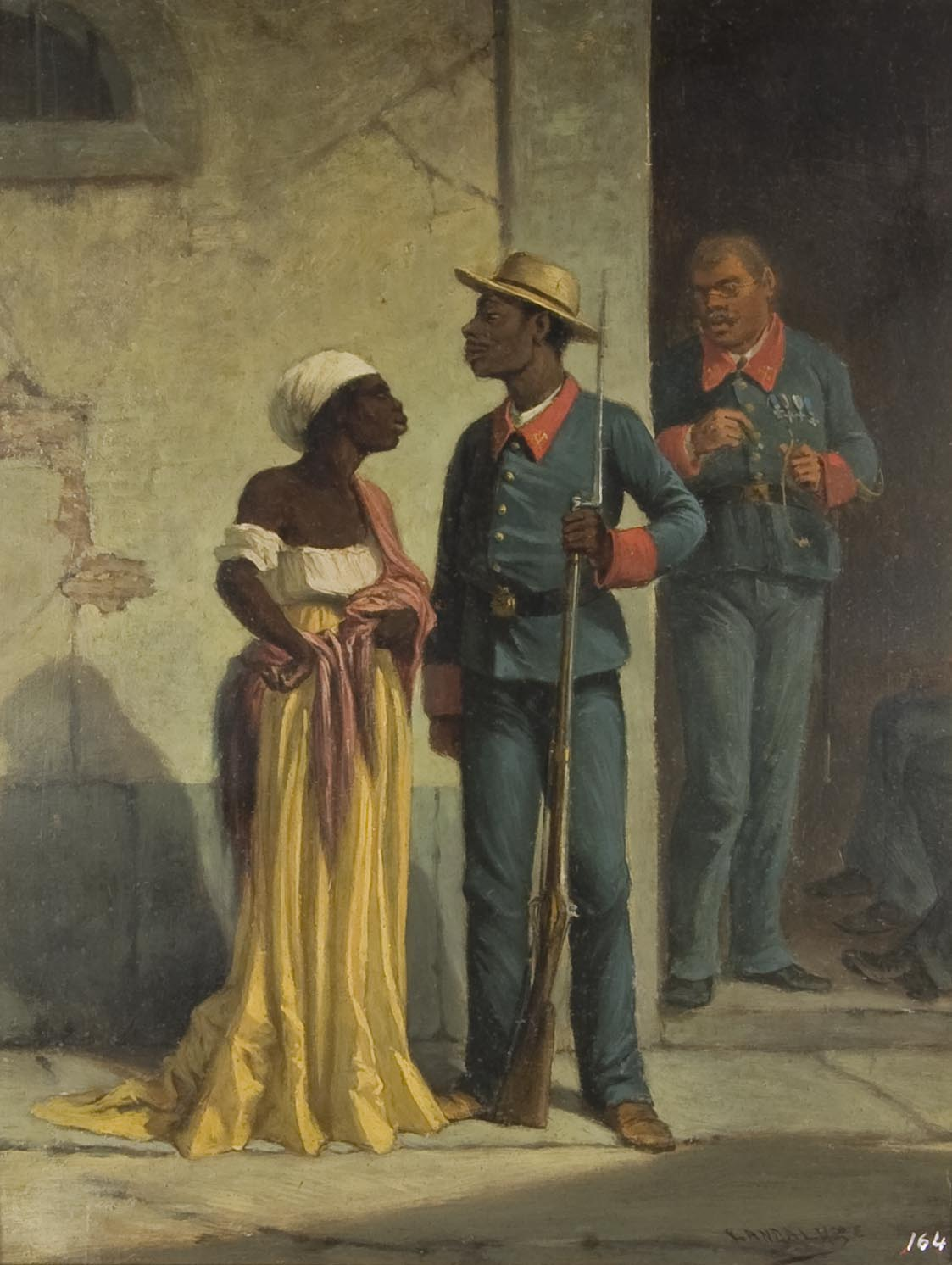
Разговор на улице (1889)
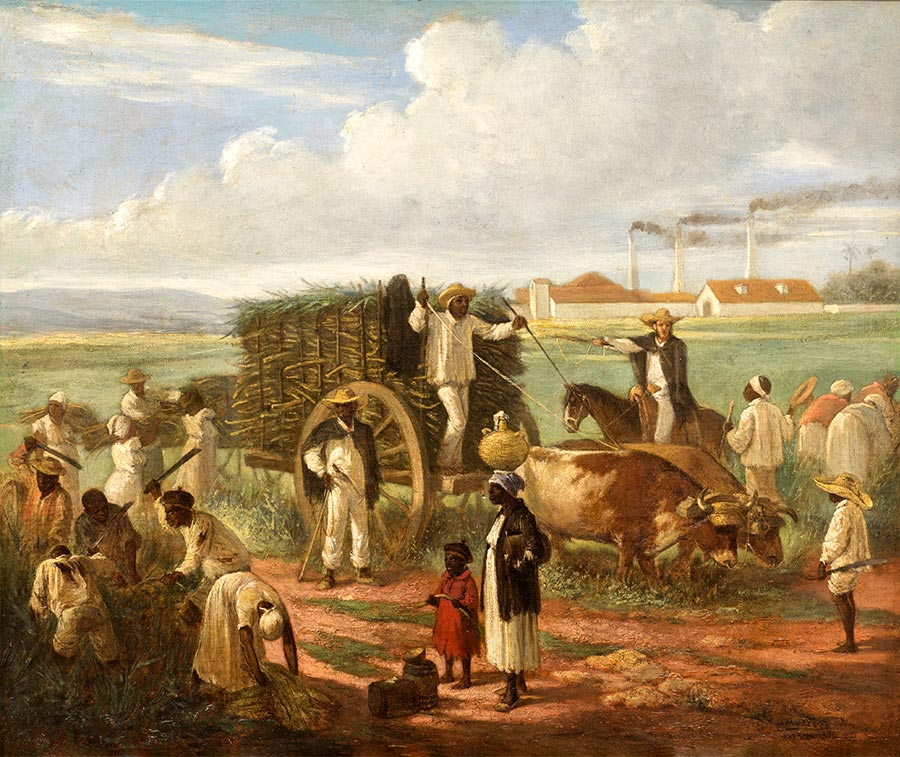
Сбор сахарного тростника (1874)